# Bazylika Santa Maria Assunta di Carignano

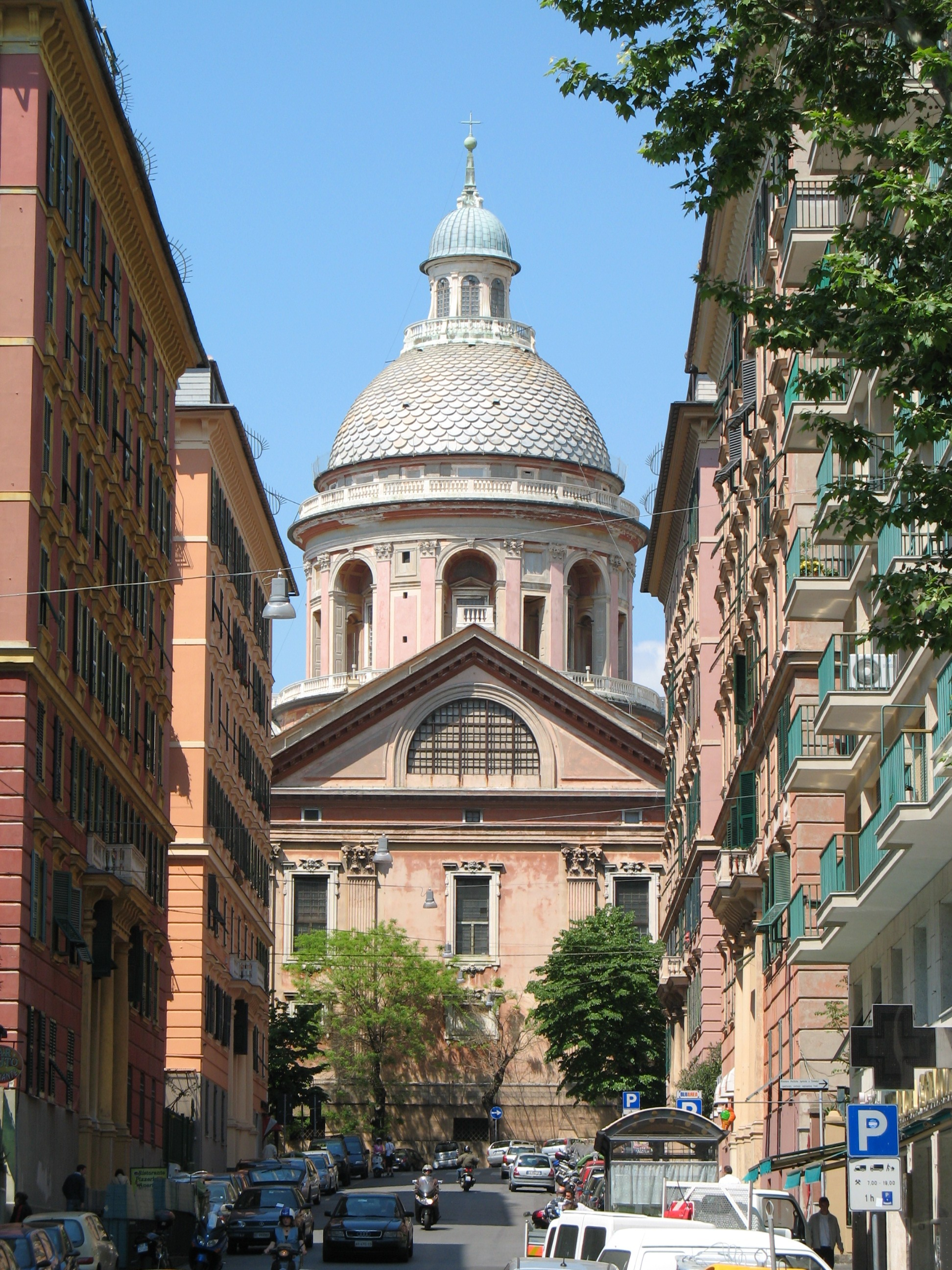
Fasada apsydialna bazyliki widziana od ulicy Nino Bixio

Bazylika Santa Maria Assunta di Carignano (pol. bazylika Wniebowzięcia Najświętszej Maryi Panny na Carignano; pełna nazwa: Basilica di Santa Maria Assunta e dei Santi Fabiano e Sebastiano – bazylika Wniebowzięcia Najświętszej Maryi Panny i św. św. Fabiana i Sebastiana) – rzymskokatolicki kościół w Genui w dzielnicy Portoria. Jest kościołem parafialnym, należącym do dekanatu Carignano-Foce Archidiecezji Genui.
Powstał z inicjatywy genueńskiej rodziny Sauli i przez ponad 4 stulecia był ich prywatną świątynią. Dopiero w 1976 roku decyzją ostatniej patronki został przekazany kurii archidiecezjalnej Genui.
Nazywany jest zwyczajowo bazyliką, choć formalnie nie posiada takiego tytułu. Na stronie włoskiego Ministerstwa Kultury (Ministero per i Beni e le Attività Culturali) wymieniony jest jako kościół – chiesa di Santa Maria Assunta di Carignano.

## Historia
Kościół jest położony na szczycie wzgórza Carignano, oddzielającego od wschodu miasto od Zatoki Genueńskiej. Jego budowa wydaje się być od początku związana z rodziną Sauli. Bendinello Sauli testamentem z 16 października 1481 roku przekazał część swojej posiadłości pod budowę kościoła dedykowanego Najświętszej Maryi Pannie oraz Świętym Fabianowi i Sebastianowi. W 1543 roku jego spadkobiercy, w celu wykonania jego testamentu, nawiązali kontakt z architektem Galeazzem Alessim, którego poznali wcześniej. W 1548 roku Alessi przeniósł się z Perugii do Genui, a 7 września następnego roku podpisał z rodziną Sauli umowę, w której zobowiązał się do sporządzenia w ciągu 2 lat projektu świątyni oraz do osobistego nadzorowania robót budowlanych. 10 marca 1552 roku poświęcono kamień węgielny pod budowę. W 1555 roku mistrzowie murarscy Giacomo Ponzello i Stefano Gandolfo zaangażowali się w dostarczenie kamienia z Finale Ligure, potrzebnego do obłożenia dolnej części murów kościoła. Kamień z Finale reprezentuje typ półtwardego piaskowca, odznaczającego się zwartą, ziarnistą konsystencją i ciepłym, różowym kolorem. Był używany od czasów starożytnych, zwłaszcza do okładzin, sztukaterii, reliefów rzeźbiarskich i dekoracji architektonicznych.
Alessi praktycznie przez całe swoje życie nadzorował budowę kościoła, nawet wtedy, gdy przeniósł swoją działalność z Genui do Mediolanu. Czynił to za pośrednictwem mistrzów budowlanych: Bernardina Cantone, Giacoma Ponzello, Bernarda Spazio i Angela Doggio. Utrzymywał też kontakt z rodziną Sauli. W swoim ostatnim liście, wysłanym z Mediolanu 5 marca 1569 roku poinformował ją, że roboty budowlane korpusu budowli dobiegły w zasadzie końca i czas pomyśleć o wyposażeniu wnętrza (rozplanowaniu ołtarzy, położeniu posadzki) i o dekoracjach. 13 czerwca 1583 roku papież Grzegorz XIII podniósł kościół do rangi kolegiaty, a 22 maja 1588 roku odprawiono w nim pierwszą mszę. W 1595 roku rozpoczęto budowę kopuły, którą ukończono w roku 1612. Ukończenie budowy kopuły oznaczało zamknięcie fazy konstrukcyjnej kościoła. Nie posiadał on jednak żadnych dekoracji, a gdy na początku XVII wieku w Genui zadomowił się nowy styl – barok, rodzina Sauli stanęła w obliczu kłopotów związanych z finansowaniem wystroju wnętrza; wśród jej członków nie było zgody, skąd należy pozyskać niezbędne środki. Ostatecznie z pomocą przyszedł Senat Republiki przeznaczając środki na sfinansowanie dwóch innych inwestycji rodziny Sauli, dzięki czemu po 1653 roku mogła się ona skoncentrować na wznowieniu prac wykończeniowych. W 1657 roku rozpoczęto budowę organów, które ukończono 3 lata później. W 1661 roku zakupiono dla ołtarza głównego krucyfiks z brązu, a w 1668 roku zamówiono u rzeźbiarza Pierre’a Pugeta 2 posągi, św. Sebastiana i biskupa, mającego wyobrażać czczonego wówczas Aleksandra Sauli, o którego beatyfikacji się mówiło. Posągi te miały wypełnić 2 spośród 4 nisz pod kopułą. W 1677 roku pojawił się trzeci posąg – św. Jana Chrzciciela, dłuta Filippa Parodiego, a w 1699 – czwarty, św. Bartłomieja, Claudia Davida. W międzyczasie, w 1684 roku Genua przeżyła ostrzał floty francuskiej, w trakcie którego pewnych uszkodzeń doznał również kościół na Carignano. W 1724 roku Giovanni Baratta ukończył prace nad grupą rzeźbiarską Wniebowzięta, którą w 1696 roku rozpoczął Claudio David. Rzeźba została umieszczona na fasadzie świątyni. W 1741 roku papież Benedykt XIV beatyfikował Aleksandra Sauli, a 25 września 1742 roku nadał kościołowi na Carignano status kościoła parafialnego dla szlachty. W II połowie XVIII wieku zbudowano obszerne schody, prowadzące do 3 portali (głównego i dwóch w fasadach bocznych). Po 1760 roku rozpoczął się powolny upadek rodziny Sauli, co odbiło się też na kondycji kościoła. W 1890 roku została ukończona jego część zewnętrzna, ale prace restauracyjne trwały nadal. Z uwagi na przeciąganie się w czasie robót budowlanych ukuto w miejscowym dialekcie powiedzenie „ëse comme a fabbrica de Caignan” („jest jak budowla na Carignano”).
W wiek XX kościół na Carignano wkroczył jako obiekt zaniedbany i podupadający, którego to trendu nie były w stanie powstrzymać doraźne działania naprawcze. Dopiero kolejny patron, a zwłaszcza wdowa po nim, Matilde Giustiniani, zdołali przywrócić świątyni jej splendor, odrestaurowując poszczególne jej partie jak posadzka i dach i odnawiając obrazy. Gdy Matilde Giustiniani zmarła w 1970 roku, jej następczyni, Carlotta Fasciotti Giustiniani Cattaneo Adorno, dokonała ostatniego ważnego aktu w dziejach kościoła przekazując go w 1976 roku, po odpowiednim uposażeniu, w ręce Kurii Diecezjalnej w Genui i zamykając tym samym prywatny okres w jego historii. Kościół, zaplanowany przez rodzinę Sauli jako jej prywatna kaplica, zbudowany i utrzymywany przez czternaście pokoleń, stał się jednym z najdoskonalszych osiągnięć artystycznych w historii Genui.

## Architektura
Kościół wznosi się na planie krzyża greckiego wpisanego w kwadrat, z kopułą centralną wspartą na 4 filarach i czterema ramionami o sklepieniach kolebkowych. Pomieszczenia narożne pomiędzy ramionami zostały przykryte mniejszymi kopułami, z których każda została dedykowana jednemu członkowi rodziny Sauli. Taki model architektoniczny świątyni nie znajduje precedensu w tradycji lokalnej, stanowi natomiast nawiązanie przez Alessiego do budowli na planie centralnym, który Donato Bramante zastosował na początku XVI wieku projektując nową bazylikę św. Piotra. Kolejną inspiracją był projekt rzymskiego kościoła Santi Celsi e Giuliano, również autorstwa Bramantego oraz poprawki naniesione do projektu bazyliki Świętego Piotra przez Antonia da Sangallo (młodszego), między innymi w części dotyczącej uproszczenia konstrukcji, na której wspiera się kopuła. Wewnętrzny podział budowli na 4 idealnie równe części, rozmieszczone wokół centralnej kopuły znalazł swoje odzwierciedlenie w podziale zewnętrznym, podkreślonym przez cztery podobne fasady, zamykające każdą część, zamiast tylko jednej fasady głównej. Główna fasada z korynckimi pilastrami, jest flankowana dwiema wieżami-dzwonnicami; według projektu Alessiego prawdopodobnie tak miała ostatecznie wyglądać każda z fasad.

## Wystrój wnętrza

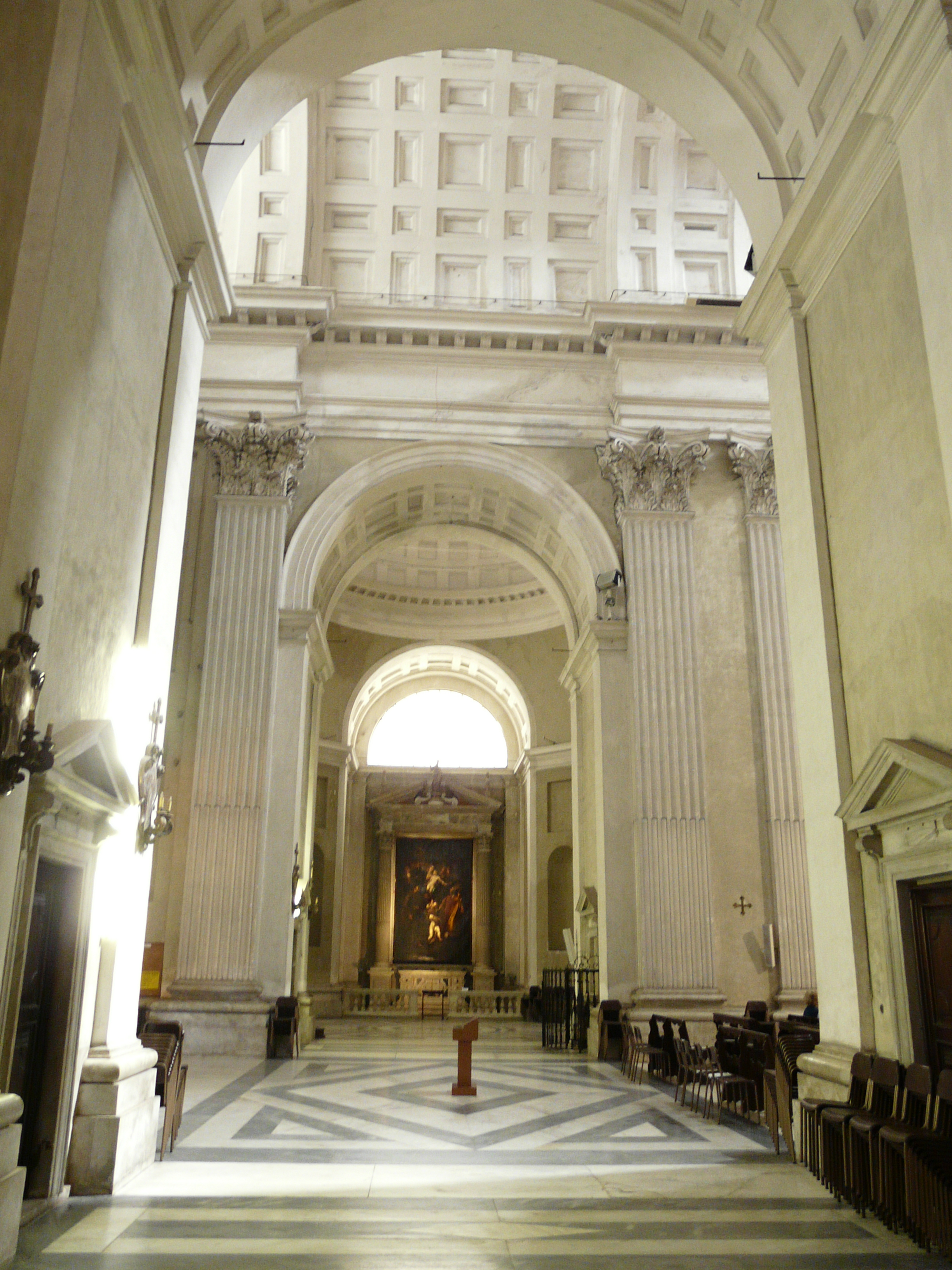
Wnętrze kościoła

Białe wnętrze kościoła pozbawione jest fresków. Na prawej ścianie znajduje się tablica upamiętniająca uroczystą mszę pontyfikalną, odprawioną w 1815 roku przez papieża Piusa VII, który przybył do Genui po inwazji Państwa Kościelnego przez wojska francuskie pod wodzą Joachima Murata. Wyposażona jest w 2 organy, z których jedne mają trzy manuały, i są dziełem flamandzkiego jezuity Willema Hermansa (XVII w.). Szafa organowa, w północnym stylu z intarsjami Santacroce i zaokrąglonymi drzwiczkami, pokryta została malowidłami przez Paola Brozziego i Domenica Piolę.

### Ołtarz główny
W 1663 roku rodzina Sauli powierzyła Pierre’owi Pugetowi wykonanie projektu ołtarza głównego. Miał on przypominać ołtarz Berniniego z bazyliki św. Piotra, zwieńczony baldachimem i umieszczony centralną kopułą. Projekt ten nie został jednak zrealizowany. Obecny ołtarz główny wykonał z marmuru i brązu w latach 1695–1700 Massimiliano Soldani Benzi. W ołtarzu znajduje się Krucyfiks Pietro Takki z początku XVII w. Ołtarz flankują obrazy Giuseppe Palmierego: Wieczernik (po prawej) i Ucieczka do Egiptu (po lewej); po tej samej stronie znajduje się również wejście do zakrystii, w której umieszczony jest niewielki obraz Święta Rodzina, przypisywany Luce Cambiaso.

### Prawa nawa
Wszystkie ołtarze zbudowane zostały według tego samego schematu architektonicznego i wyposażone w cenne obrazy.

#### Ołtarz I
Obraz Św. Piotr uzdrawiający chromego, pędzla Domenica Pioli, namalowany na zlecenie rodziny Sauli pomiędzy 1694 a 1696 rokiem;

#### Ołtarz II
Obraz Męczeństwo św. Błażeja, Carla Maratty, namalowany okolo1680 roku dla rzymskiego kościoła San Carlo ai Catinari, zakupiony przez Saulich i ulokowany w 1699 roku w ich kościele;

#### Prawy portal
Na portalem umieszczono dwa obrazy: Zmartwychwstanie Chrystusa, Aurelia Lomiego (przełom XVI/XVII w.) i Zwiastowanie, przypisywane Ottaviowi Semino. Portal flankują 2 posągi Doktorów Kościoła dłuta Diega Francesca Carlone; podobne posągi flankują przeciwległy portal;

#### Ołtarz III
Obraz Najświętsza Maryja Panna pomiędzy św. Dominikiem Guzmánem a św. Różą pędzla Paola Gerolama Pioli;

#### Ołtarz IV
Obraz Magdalena otrzymująca wiatyk z rąk św. Maksymina, Francesca Vanniego.

### Lewa nawa

#### Ołtarz IV
Obraz Bł. Aleksander Sauli powstrzymujący dżumę Domenica Fiaselli (ok. 1630);

#### Ołtarz III
Obraz Pietà Luki Cambiasa (ok. 1571), namalowany przypuszczalnie dla upamiętnienia Cristofora Sauli, zabitego w 1571 roku, którego grobowiec znajduje się z lewej strony ołtarza;

#### Lewy portal
Nad portalem znajdują się obrazy: Sąd Ostateczny Aurelia Lomiego oraz Wizja św. Dominika Guzmána Domenica Fiaselli;

#### Ołtarz II
Obraz Madonna pomiędzy św. Karolem a św. Franciszkiem z Asyżu Giulia Cesare Procacciniego (ok. 1620);

#### Ołtarz I
Obraz Św. Franciszek z Asyżu otrzymujący stygmaty Guercina (1640–1650).

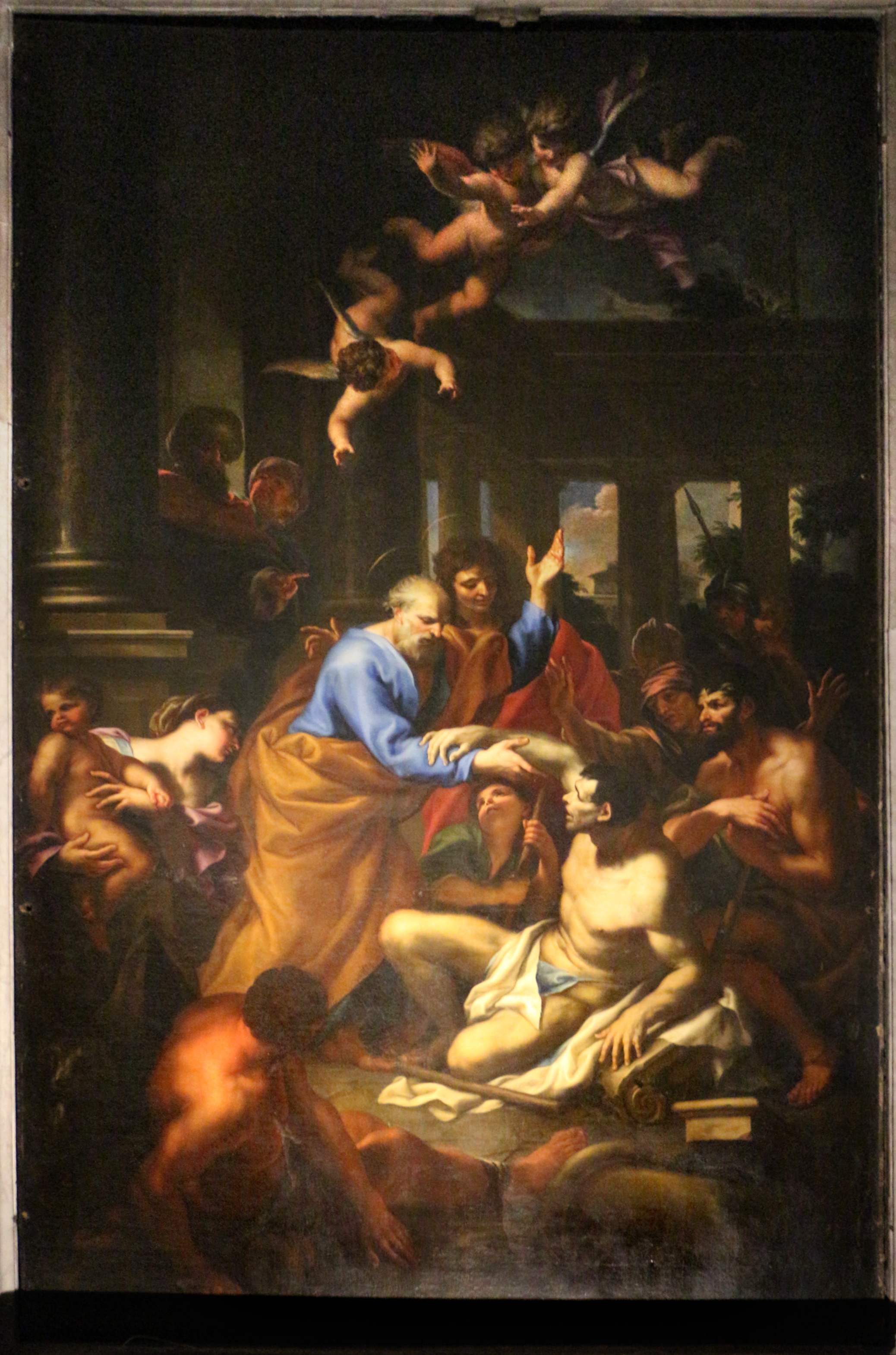
Domenico Piola, Św. Piotr uzdrawiający chromego
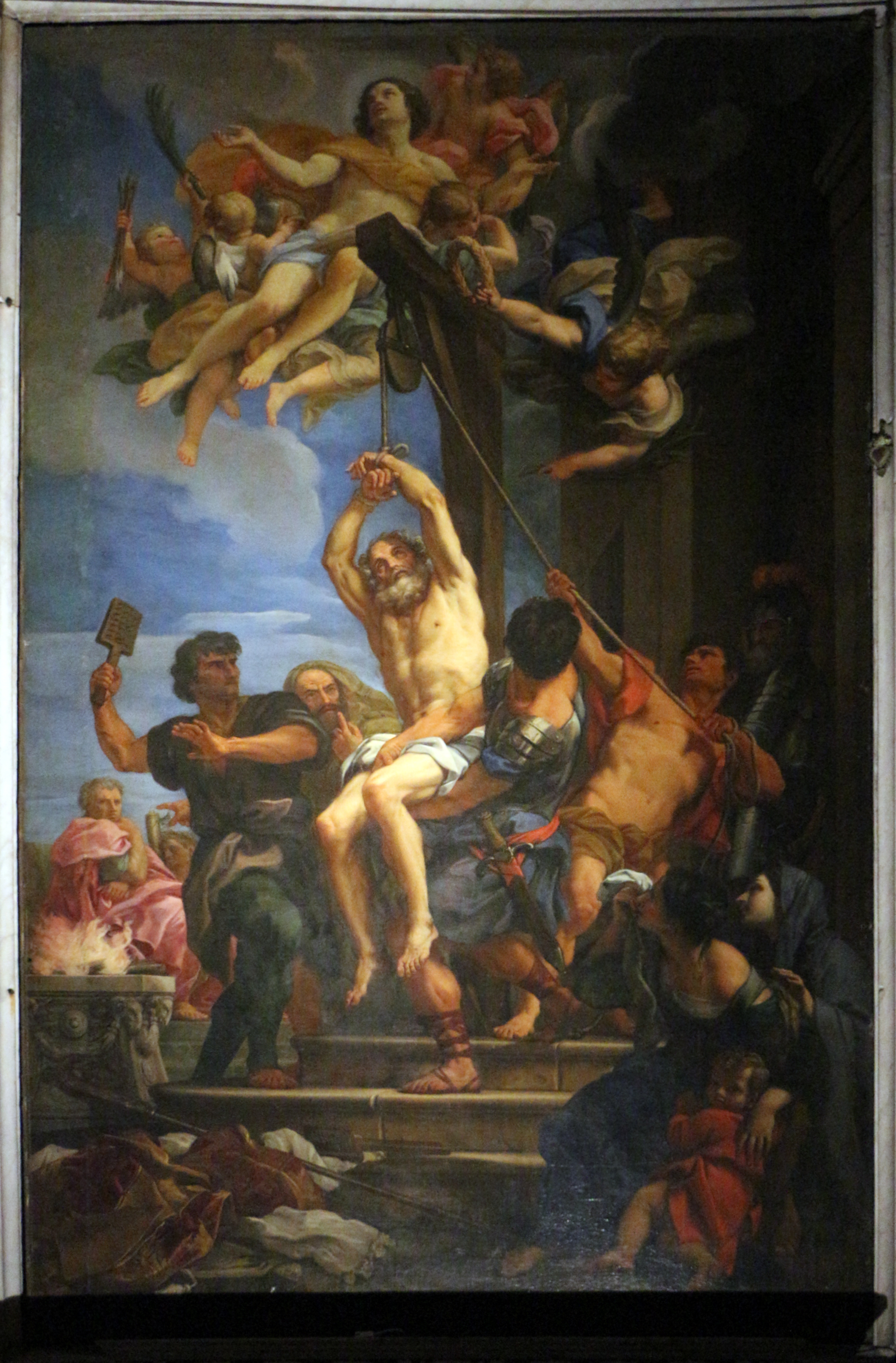
Carlo Maratta,Męczeństwo św. Błażeja
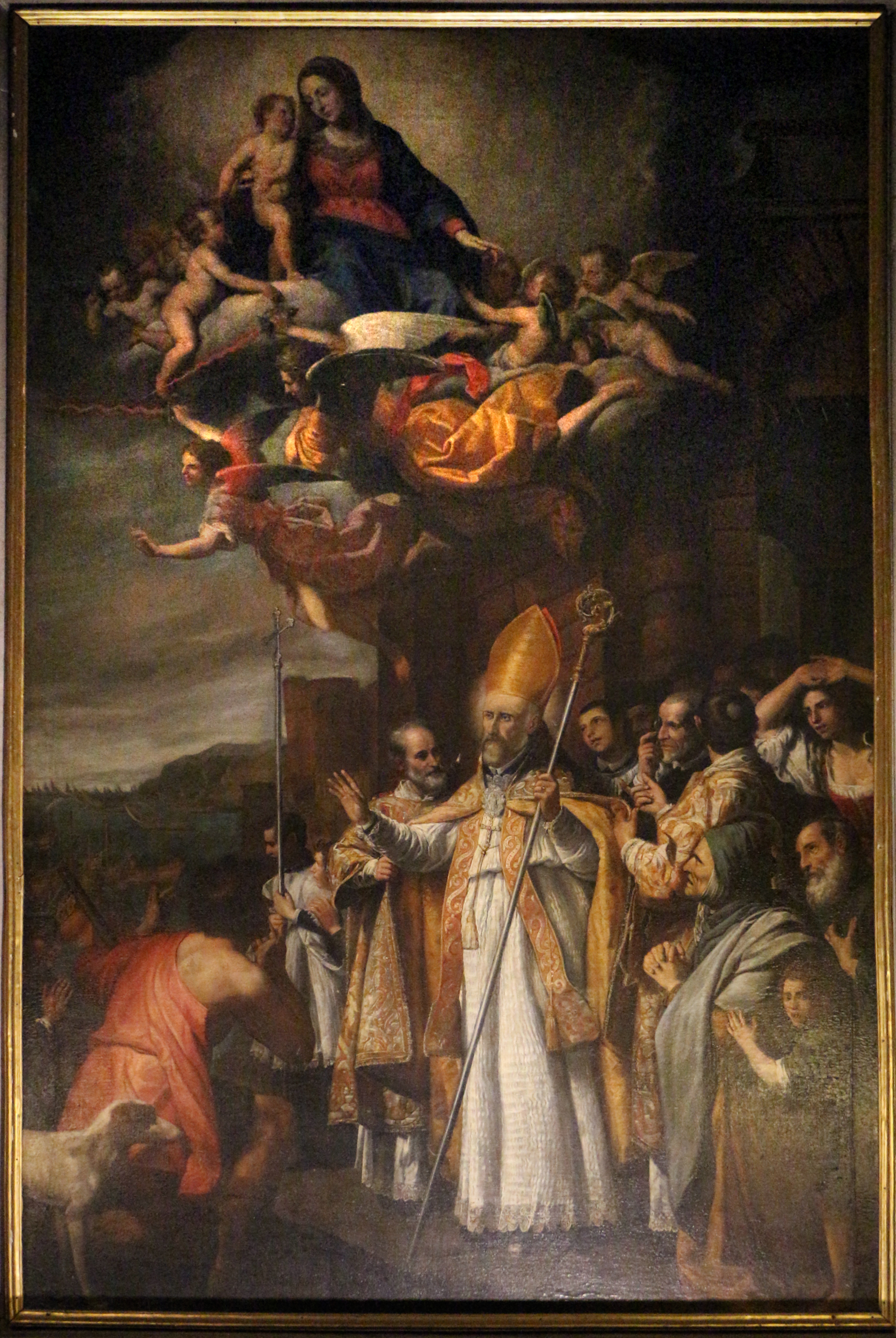
Domenico Fiasella, Bł. Aleksander Sauli powstrzymujący dżumę
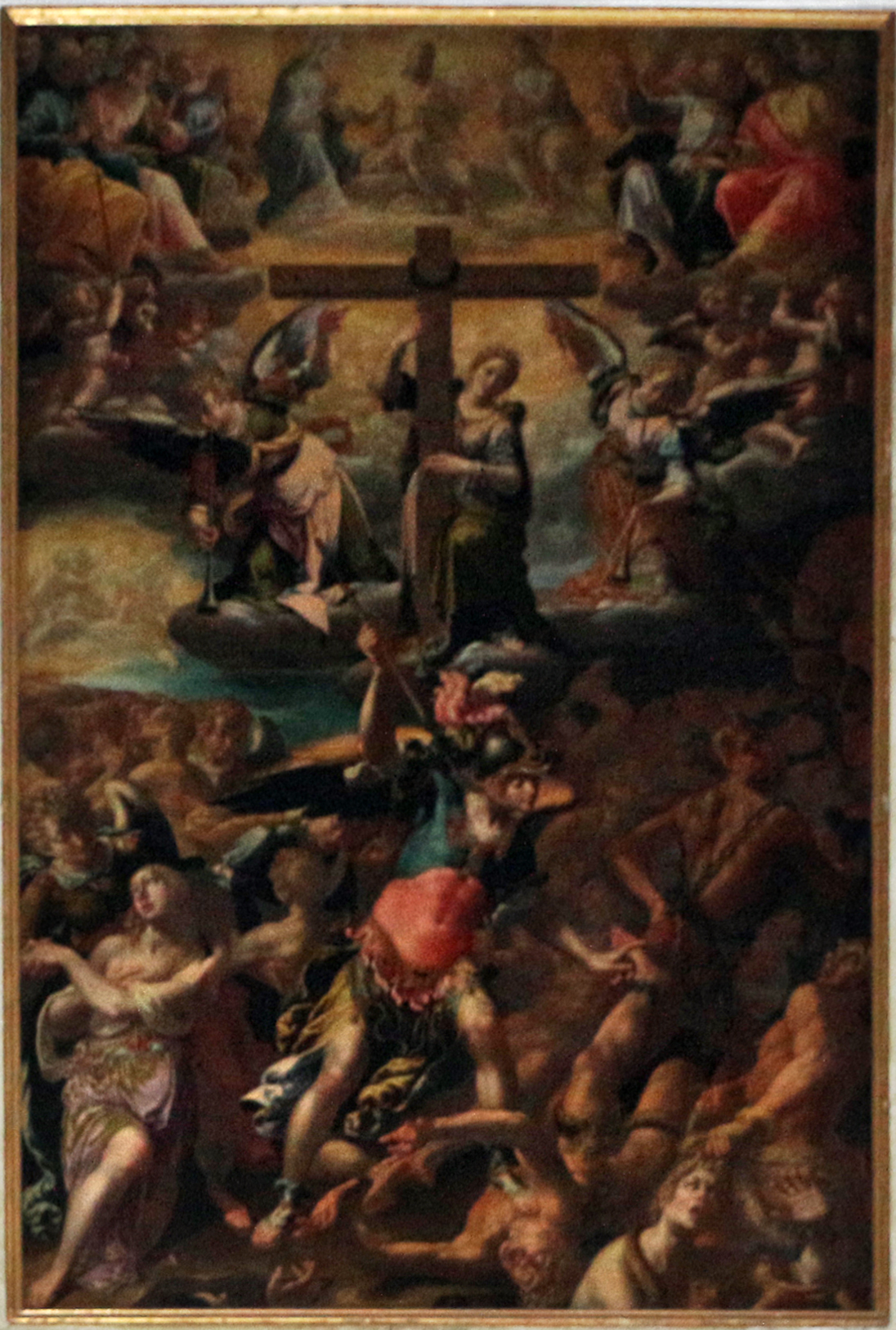
Aurelio Lomi, Sąd Ostateczny
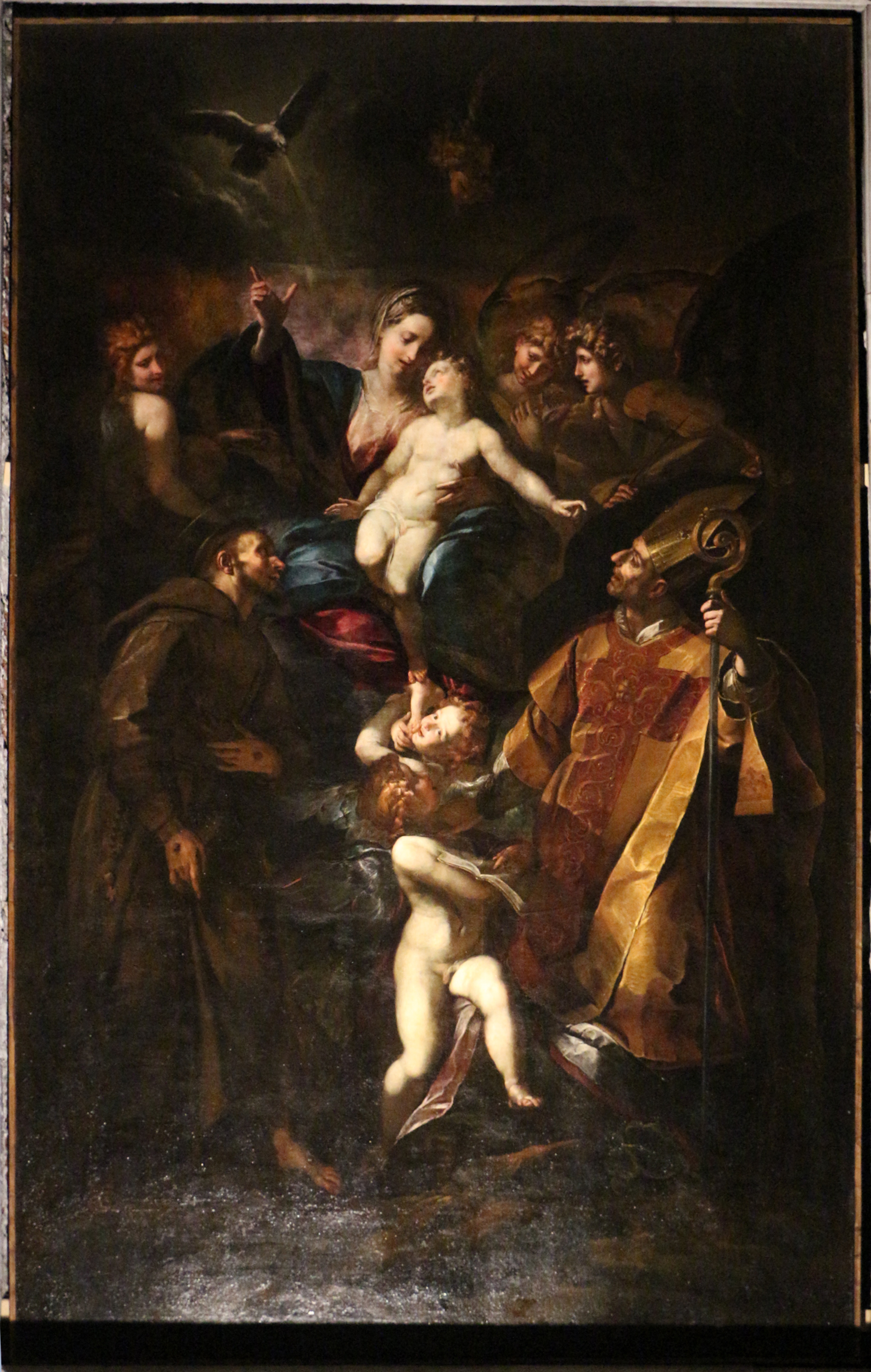
Giulio Cesare Procaccini, Madonna pomiędzy św. Karolem a św. Franciszkiem z Asyżu
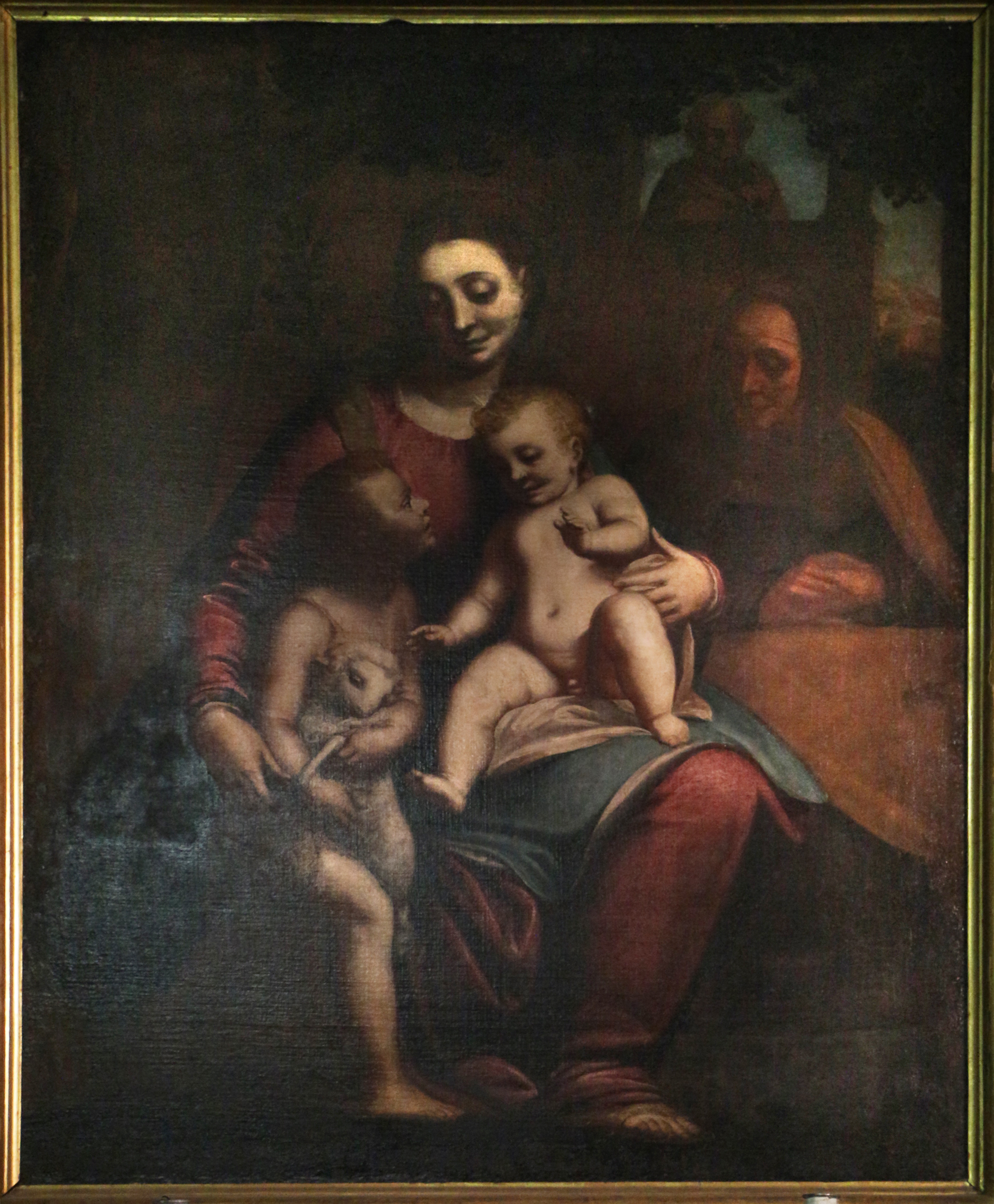
Luca Cambiaso, Święta Rodzina